# 国家美术馆雕塑园

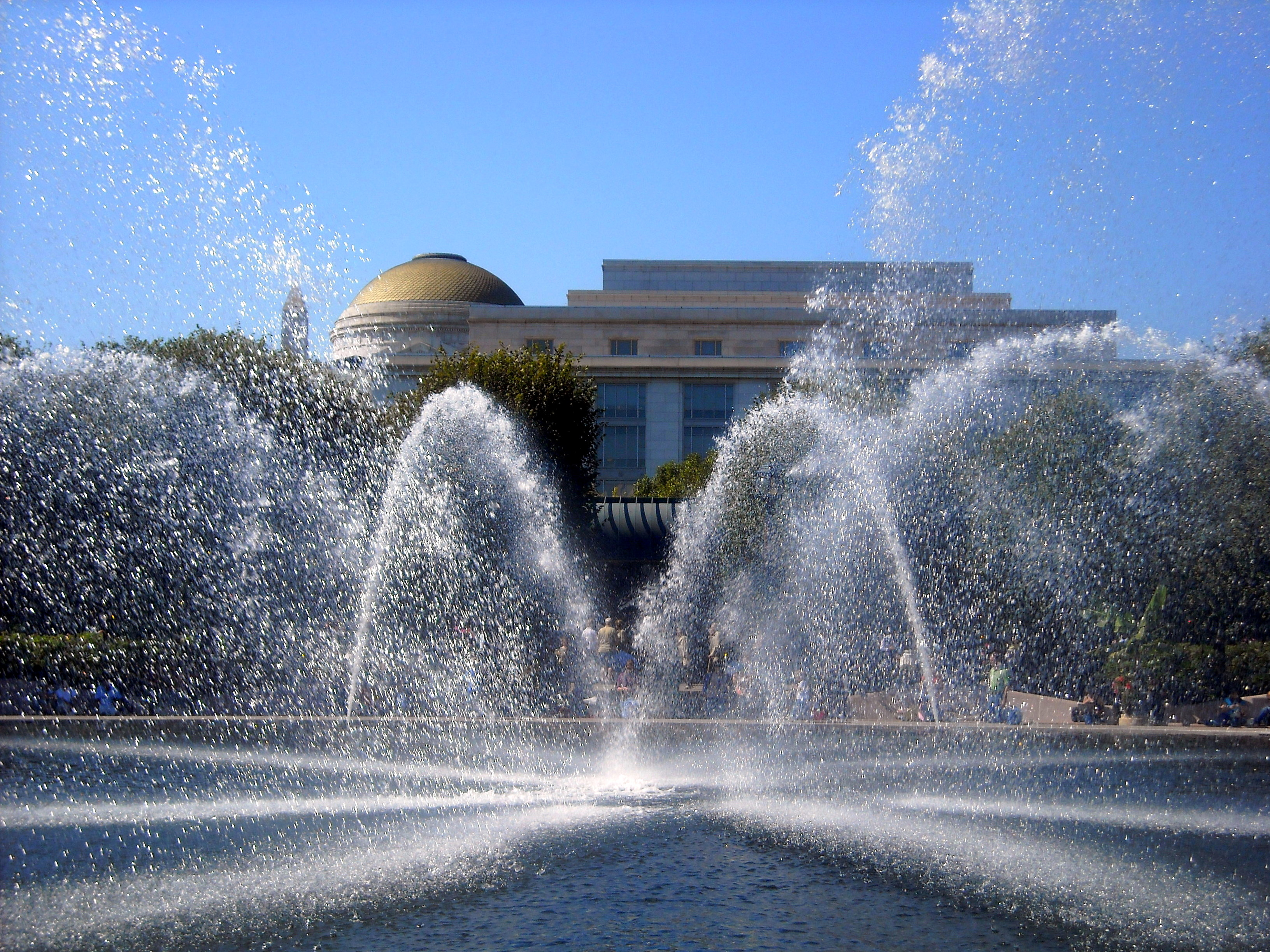

國家美術館雕塑園（英語：National Gallery of Art Sculpture Garden）是美國華盛頓特區國家美術館的雕塑園。該設施公開與1989年5月23日。雕塑園景觀由Laurie Olin設計。